# Christian Chevallier
 (mai 2013).
Si vous disposez d'ouvrages ou d'articles de référence ou si vous connaissez des sites web de qualité traitant du thème abordé ici, merci de compléter l'article en donnant les références utiles à sa vérifiabilité et en les liant à la section « Notes et références ».
Pour les articles homonymes, voir Chevallier.
Christian Chevallier est un musicien de jazz français, arrangeur et chef d'orchestre, né le 12 juillet 1930 à Angers et mort le 14 septembre 2008 à Évreux.

## Biographie
Christian Chevallier apprend le piano dès l'âge de cinq ans. C'est en entendant Jack Diéval à la radio en 1947 qu'il décide de devenir musicien de jazz.
De 1948 à 1950, il joue au Tabou à Paris, avec Don Byas entre autres. En 1951, il devient membre de l'orchestre du cabaret La Rose rouge.
En 1954, il signe un contrat avec Columbia (Pathé Marconi) et signe des arrangements big bands pour Chet Baker, Roy Haynes, Tony Proteau, Pierre Michelot, Jack Dieval, André Hodeir, Henri Renaud, Lionel Hampton.
En 1956, il reçoit le prix Django Reinhardt, le prix de l'Académie Charles-Cros et le prix Stan Kenton (pour son album Formidable).
C'est en 1957 qu'il commence à travailler comme arrangeur pour la chanson, notamment pour des artistes tels que Charles Trenet, Juliette Gréco, Claude Nougaro (Chevallier sera le coauteur de Toulouse), Gilbert Bécaud, Charles Aznavour, Michèle Arnaud, Richard Anthony, Jeanne Moreau, Mireille Mathieu, Vic Laurens.
En 1959, il écrit la musique de film Deux Hommes dans Manhattan, de Jean-Pierre Melville.
En 1986, il compose une suite pour l'Orchestre national de jazz de François Jeanneau, qui a été réalisée avec Kenny Wheeler.
Dans les années 2000 il écrit pour Thierry Caens un concerto pour trompette et orchestre "Brumes". Il sera créé par cet interprète le 20 Juillet 2014 au festival "les Grandes Heures de Cluny" avec l'Orchestre de Mâcon dir. E.Geneste.

## Discographie

### Avec orchestre
- 1955 : Big And Small (Columbia) avec Christian Chevallier (chef d'orchestre et pianiste), Jean-Louis Chautemps (saxophone), Christian Garros (batterie), Roger Guérin (trompette), Pierre Michelot (basse), David Amram (cor), Fred Gérard (trompette), Lucien Juanico (trompette), Armand Migiani (saxophone), André Paquinet (trombone)

- 1956 : 6+6 (Columbia) avec Christian Chevallier (chef d'orchestre et pianiste), Pierre Cullaz (guitare), Christian Garros (batterie), Roger Guérin (trompette), Michel Hausser (vibraphone), Pierre Michelot (basse), Nat Peck (trombone), William Boucaya (saxophone), Ack Van Rooyen (trompette)